# Alby (Öland)

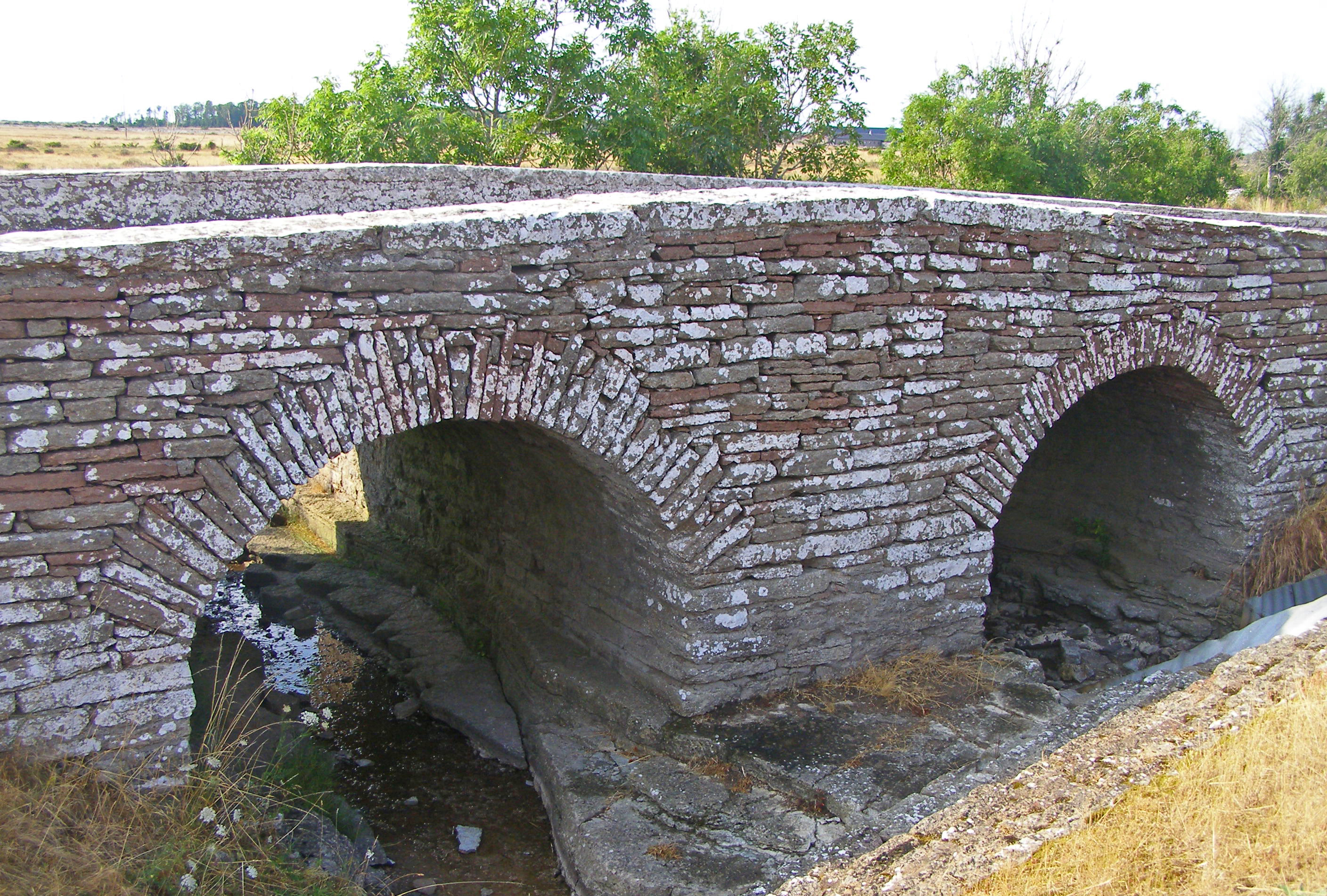
Ponte medieval na aldeia de Alby

Alby é uma aldeia no Mar Báltico dentro do distrito de Hulterstad, na margem oeste da planície Stora Alvaret. Evidências arqueológicas indicam que a colônia é uma das mais antigas da ilha de Öland, com escavações datando do período paleolítico, mostrando a presença de caçadores-coletores. A pré-história da aldeia data-se no início da Idade da pedra, quando colonizadores vieram do oeste por uma ponte de gelo que fazia a conexão Suécia-Öland através do Estreito de Kalmar, por volta de 6000 a 7000 AC. 